# Lista över ledamöter av Sveriges riksdags andra kammare 1965–1968
Ledamöter av Sveriges riksdags andra kammare 1965–1968.
Ledamöterna invaldes vid valet 20 september 1964, men nyinvalda tillträdde sina riksdagsplatser först 1965.

## Stockholms stad
- Gunnar Heckscher, professor, h 
  - Dagmar Heurlin, kammaråklagare, h
- Astrid Kristensson, förbundsjurist, h
- Gösta Bohman, direktör, h
- Bengt Junker, direktör, h 
  - ersatt av: Filip Fridolfsson, disponent, h (från 1965)
- Folke Björkman, chefredaktör, h
- Bengt Sjönell, direktör, c
- Bertil Ohlin, professor nationalekonomi, fp
- Einar Rimmerfors, socialsekreterare,  fp
- Ingrid Gärde Widemar, fru, fp
- Daniel Wiklund i Bromma, byrådirektör, fp
- Ola Ullsten, socionom, fp
- Folke Nihlfors, förste byråsekreterare, fp
- Tage Erlander, s
- Torsten Nilsson, utrikesminister, s
- Nancy Eriksson, fru, s
- Hans Gustafsson, metallarbetare, s
- Sigrid Ekendahl, ombudsman, s
- Hans Hagnell, fil. lic., s
- Stellan Arvidsson, rektor, s
- Erland Carbell, byråchef, s (till 1965)
  - Oskar Lindkvist, ombudsman, s (från 1966)
- Åke Zetterberg, pastor primarius, s
- Nils Kellgren, sekreterare, s
- C-H Hermansson, chefredaktör, k
- Axel Jansson, redaktör, k

## Stockholms län
- Lennart Stiernstedt, h 
  - Allan Åkerlind, byggnadsarbetare, h (från 1965)
- Alf Wennerfors, studierektor, h
- Bengt Bengtsson, civilekonom, h
- Erik Grebäck, agronom, c
- Gunnar Helén, redaktör, fp
- Cecilia Nettelbrandt, ombudsman, fp
- Augustinus Keijer, redaktör, fp
- Ingemar Mundebo, lektor, fp
- Gunnel Olsson, folkskollärare, s
- Carl-Erik Johansson, parkmästare, s
- Anna-Lisa Lewén-Eliasson, fru, s
- Essen Lindahl, sekreterare, s
- Folke Trana, småbrukare, s
- Bror Nyström, smidesmästare, s
- Ingvar Carlsson, förbundsordförande, s
- Erik Karlsson, redaktör, k

## Uppsala län
- Blenda Ljungberg, läroverksadjunkt, h
- Sten Wahlund, professor, c
- Erik Tobé, överlantmätare, fp
- John Lundberg, överförmyndare, s
- Ragnar Edenman, statsråd, s

## Södermanlands län
- Carl-Eric Hedin, lantbrukare, h
- Emil Elmvall, lantbrukare, c
  - Tage Sundkvist, lantbrukare, c (från 1965)
- Sven Wedén, disponent, fp
- Svante Lundkvist, postiljon, s
- Ragnar Ekström, småbrukare, s
- Rosa Andersson, översköterska, s
- Harry Berg, ombudsman, s

## Östergötlands län
- Karin Wetterström, fröken, h
- Christian von Sydow, disponent, h
  - Kurt Söderström, ingenjör, h  (från 1965)
- Einar Gustafsson, lantbrukare, c
- David Gomér, disponent, c
- Sigvard Rimås, lantbrukare, fp
- Fridolf Thapper, metallarbetare, talman, s
- Sven Persson i Appuna, lantarbetare, s
- Astrid Bergegren, kontorist, s
- Rune Johansson i Norrköping, ombudsman, s
- Oscar Franzén, metallarbetare, s
- Lars Henrikson, ombudsman, s

## Jönköpings län
- Carl-Wilhelm Lothigius, direktör, h
- Gustaf Svensson i Vä, hemmansägare, c
- Sven Johansson, pastor, c
- Yngve Hamrin, chefredaktör, fp
- Gösta Sterne, disponent, fp
- Harald Almgren, metallarbetare, s
- Anders Forsberg, ombudsman, s
- Karl Rask, fabrikör, s
- Iris Ekroth, fru, s

## Kronobergs län
- Erik Magnusson, hemmansägare, h
- Rune Gustavsson, ombudsman, c
- Bertil Johansson, lantbrukare, c
- Rune Johansson i Ljungby, statsråd, s
- Bengt Fagerlund, kontorsföreståndare, s

## Kalmar län
- Eric Krönmark, lantbrukare, h
- Fritz Börjesson, hemmansägare, c
- Anders Dahlgren, lantbrukaree, c
- Mac Hamrin, lantmätare, fp
- Tekla Torbrink, fru, s
- Stig Alemyr, rektor, s
- Eric Johanson, typograf, s

## Gotlands län
- Nils Franzén, lantbrukare, c
- Torsten Gustafsson, lantbrukare, c
- Bengt Arweson, fiskare, s

## Blekinge län
- Claes Elmstedt, lantbrukare, h
- Olaus Nyberg, redaktör, fp
- Eric Karlsson, rörmontör, s
- Thyra Löfqvist, fru, s
- Nils Fridolfsson, ombudsman, s

## Kristianstads län
- Jöns Nilsson, fruktodlare, h
- Einar Larsson, lantbrukare, c
- Harald Skoglösa (tidigare Johnsson), lantbrukare, c
- Arvid Nilsson i Lönsboda, sågverksarbetare, fp
- Gunnar Engkvist, målarmästare, s
- Erik Johansson i Simrishamn, arbetsförmedlingsföreståndare, s
- Gusti Gustavsson, elinstallatör, s
- Börje Nilsson, socionom, s

## Fyrstadskretsen
- Carl Göran Regnéll, bankdirektör, mbs
- Roland Lundberg, direktör, h
  - Mårten Werner, komminister, h
- Bertil Rubin, fotograf, mbs
- Sten Sjöholm, stadsfogde, mbs
- Sigfrid Löfgren, disponent, fp
- Carl Christenson, köpman, fp
- Einar Henningsson, ombudsman, s
- Erik Adamsson, expeditör, s
- Johannes Blidfors, seminarielärare, s
- Eric Svenning, redaktör, s
- Hugo Bengtsson, plåtslagare, s
- Anna-Greta Skantz, ombudsman, s
- Eric Jönsson, ombudsman, s

## Malmöhus län
- Eric Nilsson, agronom, h , satt ej hela mandatperioden
  - Ingrid Sundberg, fru, h (från 1966)
- Nils G. Hansson i Skegrie, lantbrukare, c
- Stig Hansson, lantbrukare, c
  - Stig Josefson, lantbrukare, c
- Eric Nelander, expeditionsföreståndare, fp
- Hans Levin, fiskare, s
- Mary Holmqvist, fru, s
- Hans Jönsson, ombudsman, s
- William Björk, trädgårdsmästare, s

## Hallands län
- Gunnar Oscarsson, kapten, h
- Johannes Antonsson, lantbrukare, c
- Wiking Werbro, landskanslist, fp
- Tore Bengtsson, ombudsman (invald men avled i november 1964)
  - Gösta Josefsson, 1:e inspektör, s (från 1965)
- Ingemund Bengtsson, arbetsförmedlingsföreståndare, s

## Göteborg
- Ove Nordstrandh, lektor, h
- Bengt-Olof Thylén, disponent, h
- Bertil von Friesen, läkare, fp
- Sven Gustafson, bankkamrer, fp
- Brita Elmén, inspektris, fp
- Thorvald Källstad, rektor, fp
- Elisabeth Sjövall, läkare, s
- Per Bergman, direktör, s
- Valter Kristensson, metallarbetare, s
- Gunnar Carlsson, förbundssekreterare, s
- Kaj Björk, redaktör, s
- Gunvor Ryding, industritjänsteman, k

## Göteborgs och Bohus län
- Nils Carlshamre, lektor, h
- Lennart Mattsson, distrikts-studieledare, c
- Olof Johansson, fiskare, fp
- Henry Berndtsson, lantbrukare, fp
- Carl Johansson, jordbrukare, s
- Gunnar Gustafsson, ombudsman, s
- Evert Svensson, socionom, s

## Älvsborgs läns norra
- James Dickson, godsägare, h
- Robert Johansson, namnändrade till Robert Dockered, lantbrukare, c
- Sven Antby, lantbrukare, fp
- Hilding Johansson, fil. dr, s
- Sven Andersson, pappersbruksarbetare, s
- Ruth Andersson, kurator, s

## Älvsborgs läns södra
- Tage Magnusson, disponent, h
- Arne Persson, lantbrukare, c
- Axel Gustafsson, pastor, fp
- Rune Carlstein, stadskassör, s
- Gördis Hörnlund, fru, s

## Skaraborgs län
- Rolf Eliasson, lantmästare, h
- Gunnar Larsson, lantbrukare, c
- Bengt Börjesson, kamrer, c
- Gideon From, bankkamrer, c
- Gunnar Hyltander, köpman, fp
- Nils Odhe, lantarbetare, s
- Elisabet Johansson, fru, s
- Arne Blomkvist, porslinsarbetare, s

## Värmlands län
- Leif Cassel, lantbrukare, h
- Bertil Jonasson, småbrukare, c
- Manne Ståhl, redaktör Karlstads-Tidningen, fp
- Viola Sandell, fröken, s
- Karl-Gustav Andersson, rörverksarbetare, s
- Arvid Eskel, länsarbetsdirektör, s
- Gunnar Eskilsson, kommunalarbetare, s
- Holger Mossberg, järnbruksarbetare, s
- Sven Hector, komminister, k

## Örebro län
- Per-Eric Ringaby, godsägare, h
- Erik Larsson, landstingsman, c
- Matteus Berglund, disponent, fp
- Sven Andersson i Örebro, frisörmästare, fp
- Erik Brandt, pappersbruksarbetare, s
- Henry Allard, annonschef, s
- Lena Renström-Ingenäs, folkskollärare, s
- Marta Lindberg, fru, s

## Västmanlands län
- Dag Edlund, major, h
- Sven Vigelsbo, lantbrukare, bf
- Carl-Gustav Enskog, linjeingenjör, fp
- Eric Carlsson, expeditör, s
- Rosa Svensson, fru, s
- Sven Hammarberg, ombudsman, s
- Olle Göransson, verkmästare, s

## Kopparbergs län
- Bo Turesson, lantmätare, h
- Lars Eliasson, lantbrukare, c
- Karl Boo, kontrollasistent, c
- Anders Jonsson i Mora, möbelhandlare, fp
- Sven Mellqvist, expeditör, s
- Elsa Lindskog, socionom, s
- Erik Östrand, järnbruksarbetare, s
- Torsten Fredriksson, gruvarbetare, s
- Olof Persson, skogsarbetare, s

## Gävleborgs län
- Hans Nordgren, skräddarmästare, h
- John Eriksson i Bäckmora, ombudsman, c
- Olle Westberg, rektor, fp
- Sigurd Lindholm, ombudsman SAP, s
- Einar Asp, åkeriägare, s
- Anders Haglund, ombudsman, s
- Gunbjörg Thunvall, fru, s
- Sven Ekström, kommunalkamrer, s
- Henning Nilsson, ombudsman, k

## Västernorrlands län
- Gunnar Hedlund, jur. dr, c
- John Andersson, fp
- Harald Kärrlander, ombudsman, s
  - Bengt Wiklund, redaktör, s (från 1967)
- Alf Andersson, f.d. sulfitarbetare, S
- Bernhard Sundelin, åkeriägare, s
- Bo Martinsson, advokat, s
- Elvira Holmberg, fru, s
- Gustav Lorentzon, ombudsman, k

## Jämtlands län
- Erik Larsson i Norderön, f. 1910, lantbrukare, c
- Elias Jönsson, hemmansägare, fp
- Helge Lindström, lantbrukare, s
- Birger Nilsson, ombudsman, s
- Valfrid Wikner, länsskogvaktmästare, s

## Västerbottens län
- Tore Nilsson, predikant, h
- Jan-Ivan Nilsson, hemmansägare, c
- Henning Gustafsson, kommunalarbetare, fp
- Sigvard Larsson, direktör, fp
- Gösta Skoglund, statsråd, s
- Astrid Lindekvist, fru, s
- Gunnar Lundmark, jordbruksinstruktör, s

## Norrbottens län
- Per Petersson i Gäddvik, hemmansägare, h
- Harald Larsson, skogsinspektör, c (avliden 1966)
  - Arne Lindberg, komminister, c (från 1966)
- Bertil Öhvall, konsulent, fp
- Ragnar Lassinantti, kriminalkommissarie, s
- Annie Jäderberg, föreståndare, s
- Ingvar Svanberg, rektor, s
- Erik Hammarsten, bageriarbetare, s
- Helmer Holmberg, chefredaktör Norrskensflamman, k